# Fogyasztói árindex (Magyarország)
Magyarországon a Központi Statisztikai Hivatal (KSH) havi gyakorisággal számol fogyasztói árindexet (angolul consumer price index, CPI), amely az infláció alakulását méri. Az előző hónap árváltozásait figyelembe vevő fogyasztói árindexet minden hónap 11. napján teszi közzé. Januárban a szokásos havi fogyasztói árindex mellett éves fogyasztói árindex is kiadásra kerül.
2023 januári adatok szerint a magyarországi infláció az előző év januárjához képest a KSH adatai szerint 25,7%, a kissé más módszertannal dolgozó Eurostat szerint 26,2% volt. Ez az EU-n belül a legmagasabb, a második legmagasabb a lettországi 21,4%-os, az EU átlaga kerek 10%. A magyarországi élelmiszer-infláció 48,2%, az EU átlaga 18,4%.

## Módszertan
A fogyasztói árindex minden hónapban három megelőző bázishoz – az előző év decembere, a közvetlenül megelőző hónap és az előző év azonos hónapja – viszonyítva készül (Laspeyres-féle árindex).
Az árindex számításához minőségi jellemzőkkel jól meghatározható, és viszonylag nagy mennyiségben fogyasztott termék- szolgáltatásféleségeket vesznek figyelembe. Ezeket nevezi a szaknyelv reprezentánsoknak.
A reprezentánsok árait a KSH munkatársai rögzítik megfelelő statisztikai módszerek szerint kiválasztott felíróhelyeken (üzletek, piacok, szolgáltatóhelyek stb.). Követelmény, hogy a választékban ténylegesen kapható termék, ténylegesen elérhető szolgáltatás kerülhet csak be. Szempont az is, hogy a kiválasztott áruk a tényleges keresletet fejezzék ki, biztosítsák az összehasonlíthatóságot. Gyógyszereknél a gyógyszertárban ténylegesen kifizetett összeget veszik számításba. Szerencsejátékoknál az összvételárat a felvett nyereményösszegekkel csökkentik. Havonta reprezentánsokként 35-150 összességében pedig átlagosan 75 000 ár kerül feljegyzésre.
Egy adott reprezentáns havi árát az országos mintában összegyűjtött árak számtani átlaga adja. Ezeknek a havi áraknak az összehasonlítása korábbi havi árakkal az adott reprezentáns egyedi árindexe. A fogyasztói árindex számításához a reprezentánsok által meghatározott alapvető termék- és szolgáltatáscsoportok –aggregátumok– kerülnek kialakításra. Ezekhez a aggregátumokhoz a lakossági fogyasztásban való részesedésüknek megfelelő súlyokat rendelnek. A wi súlyokat a háztartás statisztikai kutatások a nemzeti fogyasztási statisztikák alapján határozzák meg.
A termékcsoportok súlyozása 2013 áprilisában a következő volt:
| Termékcsoport        | wi súly (százalék) |
| -------------------- | ------------------ |
| Ipari termékek       | 22,7               |
| Piaci szolgáltatások | 21,7               |
| Szabályozott árak    | 19,2               |
| Élelmiszerek         | 18,3               |
| Alkohol, dohány      | 8,9                |
| Jármű üzemanyag      | 8,1                |
| Piaci energia        | 1,2                |
| Összesen             | 100                |

Az árindex kiszámításánál alkalmazott képlet:
{\displaystyle I_{p}={\frac {\sum \limits _{i}(w_{i}\cdot p_{i})}{\sum \limits _{i}w_{i}}},}
ahol
- {\displaystyle w_{i}} az i-i. termékcsoport százalékos aránya a teljes fogyasztásból (a {\displaystyle \sum {w_{i}}} összeg száznál kisebb, ha nem a teljes fogyasztásról van szó), és
- {\displaystyle p_{i}} az i.-ik fogyasztási csoport árindexe.

## Rétegárindexek
A lakosság különböző csoportjának egyedi fogyasztási szokásait figyelembe véve a KSH különböző rétegárindexeket is számol. Ezek a rétegárindexek a megfelelő társadalmi réteg fogyasztásban képviselt arányának és szokásainak megfelelően kialakított súlyozással készülnek és az adott társadalmi réteg számára kialakított vásárlói kosarakat tartalmaznak. A KSH ennek megfelelően készít fogyasztói árindexet az aktív, a többgyermekes (legalább 3 gyermek), az alacsony, a közepes és a magas jövedelmű háztartások, valamint a nyugdíjasok fogyasztását figyelembe véve.
Például a nyugdíjas fogyasztói árindex számításánál a nyugdíjas fogyasztói kosár három termék és szolgáltatási területet (élelmiszerek, gyógyszerek, rezsiköltségek) nagyobb arányba vesz figyelembe. Ezeknek az együttes aránya a nyugdíjas fogyasztói kosárban mintegy 60%. Viszont az index számításakor a gyermekneveléssel és gondozással kapcsolatos költségeket nem veszik figyelembe.

## Története
A KSH 1968. január 1-jétől számít fogyasztóiár-indexet. Az 1968-ban bevezetett árindex 130 csoportba rendezett 3000 termék és szolgáltatás árának változásaiból készült. Az árak a vállalatok árjelentései illetve a központilag meghatározott hatósági árjegyzékekből kerültek számításra.
A rendszerváltás idején a piacgazdaságra való áttérés új helyzetet teremtett. 1992-re a hatósági árak nagy része megszűnt, a szabadáras termékek ára folyamatosan változott, és ez szükségessé tette a közvetlen ármegfigyelést. Ráadásul mind a lakosság, mind a politika részéről megnövekedtek az elvárások és a kritikák. Ebben rendszerben kialakult az árfelírási rendszer, megjelentek az árfelíróhelyek (üzletek, szolgáltatóhelyek, piacok) és reprezentánsok (kiválasztott termékek és szolgáltatások).
A ma használt rendszer 1997-ben került bevezetésre. Célja a fogyasztói árindexnek az európai uniós (EU) gyakorlattal teljesen konform számítása. Ennek megfelelően 1997-től a magyar árindex számításának módszertani és technikai megoldásai az EU-tagországokban számított és publikált árindexekkel azonos eljárással készülnek és azokkal összehasonlíthatók.

## Nemzeti és harmonizált fogyasztói árindexek
A KSH által számított nemzeti fogyasztói árindex mellett az Eurostat is rendszeresen kiszámítja és nyilvánosságra hozza a harmonizált fogyasztói árindexet (angolul harmonized index of consumer prices, HICP). A harmonizált fogyasztói árindex a nemzeti fogyasztói árindexhez hasonló indexszám, amit az Eurostat a nemzeti statisztikai hivatalok által közölt adatokból számít. A két index közötti eltérések módszertani különbségeknek az eredménye. Ilyen a harmonizált fogyasztói árindex számításához használt súlyozás különbsége, és az hogy a harmonizált fogyasztói árindex nem tartalmazza a lakbérköltségeket illetve a szerencsejátékok árait.